# Florinel Coman
Florinel Coman (Brăila, 10 de abril de 1998) es un futbolista rumano que juega en la demarcación de delantero para el Cagliari Calcio de la Serie A.

## Selección nacional
Tras jugar con la selección de fútbol sub-17 de Rumania, la sub-19 y la sub-21, finalmente hizo su debut con la selección absoluta el 12 de octubre de 2019 en un partido de clasificación para la Eurocopa 2020 contra las Islas Feroe que finalizó con un resultado de 0-3 a favor del combinado rumano tras los goles de George Puşcaş, Alexandru Mitriță y de Claudiu Keserü.

### Participaciones en Eurocopas
| Copa          | Sede     | Resultado        | Partidos | Goles |
| ------------- | -------- | ---------------- | -------- | ----- |
| Eurocopa 2024 | Alemania | Octavos de final | 2        | 0     |

## Clubes
| Club                     | País    | Año       | Partidos | Goles |
| ------------------------ | ------- | --------- | -------- | ----- |
| F. C. Viitorul Constanța | Rumania | 2014-2017 | 47       | 6     |
| FCSB                     | Rumania | 2017-2024 | 235      | 63    |
| Al-Gharafa S. C.         | Catar   | 2024-2025 | 19       | 3     |
| Cagliari Calcio (cedido) | Italia  | 2025-     | 9        | 1     |

## Palmarés

### Campeonatos nacionales
| Título          | Club                     | País    | Año  |
| --------------- | ------------------------ | ------- | ---- |
| Liga I          | F. C. Viitorul Constanța | Rumania | 2017 |
| Copa de Rumania | FCSB                     | Rumania | 2020 |
| Liga I          | FCSB                     | Rumania | 2024 |